# Jean-Paul Rappeneau
Jean-Paul Rappeneau   (Auxerre, 8 d'abril de 1932) és un director de cinema i guionista francès. En 48 anys de carrera, només ha dirigit set llargmetratges, però ha dedicat molt de temps a escriure cadascun dels seus guions. És el pare de l'autor compositor i cantant Martin Rappeneau i del guionista Julien Rappeneau; i germà de la directora Élisabeth Rappeneau.

## Biografia
Rappeneau va iniciar la seva carrera cinematogràfica com a assistent i guionista en les pel·lícules de Louis Malle Zazie dans le métro (1960) i Vie privée (1961). En 1964, co-va escriure L'home de Rio, protagonitzada per Jean-Paul Belmondo.
La primera pel·lícula que va escriure i va dirigir va ser La vie de château el 1966. Encara que aquest film va ser un èxit popular així com de crítica, Rappeneau no va dirigir un altre film fins a 1971, quan va realitzar Les Mariés de l'an II, protagonitzada per Belmondo i Marlène Jobert.
El 1975 va dirigir i va escriure El meu home és un salvatge, protagonitzat per Yves Montand, i el 1981 Tout feu, tout flamme, protagonitzada per Montand i Isabelle Adjani.
El 1990, Rappeneau va dirigir Cyrano de Bergerac, una adaptació de l'obra teatral del mateix nom d'Edmond Rostand. Va estar interpretada per Gérard Depardieu i va ser una de les pel·lícules franceses més costoses fins al moment. El 2003, Rappeneau va realitzar la comèdia Bon Voyage amb Depardieu i Isabelle Adjani.

## Filmografia[4]

### Director
- 1958: Chronique provinciale (curt)
- 1966: La Vie de château
- 1971: Les Mariés de l'an II
- 1975: El meu home és un salvatge (Le Sauvage)
- 1982: Tout feu, tout flamme
- 1990: Cyrano de Bergerac
- 1995: Le Hussard sur le toit
- 2003: Bon Voyage
- 2015: Belles Familles

### Guionista
- 1959: Signé Arsène Lupin, de Yves Robert (coescrit amb Diego Fabbri i Yves Robert, adaptació d'una novel·la de Maurice Leblanc)
- 1960: Zazie dans le métro, de Louis Malle (coescrit amb Louis Malle, adaptació d'una novel·la de Raymond Queneau)
- 1962: Le Combat a l'île, d'Alain Cavalier (coescrit amb Alain Cavalier)
- 1964: L'home de Rio (L'Homme de Rio), de Philippe de Broca (coescrit amb Daniel Boulanger, Philippe de Broca i Ariane Mnouchkine)
- 1965: La Fabuleuse Aventure de Marco Polo, de Noël Howard i Denys de La Patellière (coescrit amb Denys de La Patellière, Noël Howard, Raoul Lévy i Jacques Rémy)
- 1965: Les Survivants, de Dominique Genee (coescrit amb Pierre Boileau i Thomas Narcejac) (sèrie TV)
- 1966: La Vie de château (coescrit amb Alain Cavalier, Claude Sautet i Daniel Boulanger)
- 1971: Les Mariés de l'an II (coescrit amb Daniel Boulanger, Maurice Clavel i Claude Sautet)
- 1973: Le Magnifique, de Philippe de Broca (coescrit amb Philippe de Broca, Vittorio Caprioli i Francis Veber)
- 1975: El meu home és un salvatge (coescrit amb Jean-Loup Dabadie i Élisabeth Rappeneau)
- 1982: Tout feu, tout flamme (coescrit amb Joyce Buñuel i Élisabeth Rappeneau)
- 1990: Cyrano de Bergerac (coescrit amb Jean-Claude Carrière, adaptació de l'obra d'Edmond Rostand)
- 1995: Le Hussard a le toit (coescrit amb Jean-Claude Carrière i Nina Companascudaz, a partir de la novel·la de Jean Giono)
- 2003: Bon Voyage (coescrit amb Gilles Marchand, Patrick Modiano, Julien Rappeneau i Jérôme Tonnerre)

### Ajudant director
- 1955: Les Fruits de l'été de Raymond Bernard
- 1956: Les Biens de ce monde d'Édouard Molinaro (curt)
- 1957: 6 mois plus tard de René Lucot (curt)
- 1957: Appelez le 17 d'Édouard Molinaro (curt)

## Premis i nominacions

### Premis[5]
- 1966: Premi Louis-Delluc per La Vie de château
- 1990: National Board of Review Premi a la millor pel·lícula estrangera per Cyrano de Bergerac
- 1990: Festival Internacional de Cinema de Toronto: Premi del públic per Cyrano de Bergerac
- 1991: Globus d'Or a la millor pel·lícula estrangera per Cyrano de Bergerac
- 1991: César a la millor pel·lícula per Cyrano de Bergerac
- 1991: César al millor director per Cyrano de Bergerac

### Nominacions
- 1965: Oscar al millor guió original per L'home de Rio
- 1971: Palma d'Or per Les mariés de l'an deux
- 1976: César al millor director per El meu home és un salvatge
- 1990: Palma d'Or per Cyrano de Bergerac
- 1991: Oscar a la millor pel·lícula estrangera per Cyrano de Bergerac
- 1991: César al millor guió original o adaptació per Cyrano de Bergerac
- 1991: David di Donatello: Millor film estranger per Cyrano de Bergerac
- 1992: BAFTA a la millor pel·lícula estrangera per Cyrano de Bergerac
- 1992: BAFTA al millor guió adaptat per Cyrano de Bergerac
- 1996: César a la millor pel·lícula per Le Hussard a le toit
- 1996: César al millor director per Le Hussard a le toit
- 2004: César a la millor pel·lícula per Bon Voyage
- 2004: César al millor director per Bon Voyage
- 2004: César al millor guió original o adaptació per Bon Voyage